# 宋壽圖
宋壽圖（1701年—1751年），字南衡，號愷亭，江南蘇州府長洲縣人，清朝政治人物。吏部尚書文華殿大學士宋德宜孫，兵部右侍郎宋駿業侄，內閣學士及禮部侍郎宋大業長子，嫡外祖父彭定求，清朝政治人物，清史稿有傳。

## 生平
祖父吏部尚書文華殿大學士宋德宜。父親宋大業（字念功，號藥洲，1664-1714）為康熙二十四年（1685年）乙丑科二甲進士，內閣學士兼禮部侍郎。康熙三十五年（1696年）宋大業曾為康熙帝親征準噶爾之昭莫多之戰運送糧草而立功，著有《北征日記》記錄其行程及戰事經歷。康熙四十年（1701年）授翰林院侍讀，康熙四十一年（1702年）春與陳廷敬、勵廷儀及查昇一同入直南書房，獲御賜凝遠堂匾額。曾接駕康熙帝第三次與第四次南巡。後因奉命祭告修繕南嶽事務與趙申喬互訐而遭解職回籍，於宋壽圖十四歲時過世，著有《惇行彙編（十四卷）》、《容我軒雜稿》、《蘇州府水利纂》等書。母親王氏為宋大業側室，由嫡母彭定求長女撫養長大，並安排迎娶漢軍刑部侍郎直隸河道總督王朝恩女。
初由岳父王朝恩提攜以河工得通籍，雍正五年（1727年）選永平府同知，七年（1729年）調正定府同知。當時天津水師營初設，宋壽圖負責招募培訓營建戰艦工匠有功，並在任內清查寶坻縣大糧莊頭焦國棟倚勢挾富等案，獲李衛賞識推薦，十年（1732年）春署廣平府篆，勘察唐山縣知縣趙杲毀廟逐僧案等。雍正十一年（1733年）冬署大名府篆，任保定府知府，十三年（1735年）任通永道，同年誥授中憲大夫。雍正帝駕崩後，乾隆帝委任宋壽圖等先後總理世宗憲皇帝及孝敬憲皇后梓宮泰陵奉安大禮等事宜。任內修河道治水等有功，但因久居京畿要職而遭忌妒，遂調任雲南。
乾隆五年（1740年）赴任雲南道員，受張允隨等賞識提攜，負責金沙江開浚工程，六年（1741年）任迤東道，九年（1744年）任廣南府知府。十二年（1747年）大金川之戰事起，宋壽圖前往軍前總理臺站，十六年（1751年）在雲南任職期間，因常年辛勞染疾復發而卒於官。卒後半月升雲南按察使，以三子宋英玉官，追贈通議大夫。以孫宋鎔官，贈通奉大夫、順天府府尹加一級。例晉榮祿大夫，刑部左侍郎加一級。

## 家族
宋壽圖為宋大業長子，有弟宋鳳圖（早逝）及宋龍圖。還有姐妹四人：長嫁順治十二年乙未科進士丹徒蔣寅（字敬公，號亮天）孫、浦江縣知縣蔣宗元（字亦厚）；次嫁顧觀廬子顧嘉煜；三嫁陳奕禧長孫陳克復；四嫁王熙孫王繹曾（王克昌第四子）。
宋壽圖有四子：長子宋景玉娶蔣漣孫女；次子宋其玉未娶早逝；三子宋英玉娶王鴻緒孫女；四子宋玉娶金壇王氏王乃畇（理學家王步青孫）女。六女：長女與次女先後嫁蘇州婁關蔣氏家族武陵縣知縣蔣耀宗；三女嫁山西鄭士烈；四女嫁秀水胡兆奎；五女嫁揚州唐思；六女嫁寧夏趙日珣。孫宋鎔與從孫宋銑皆為四庫全書館職官。